# 托馬斯·伯特爾斯
托馬斯·伯特爾斯（德語：Thomas Bertels；1986年11月5日—）是一位德國足球運動員。在場上的位置是中場。他現在效力於德國足球甲級聯賽球隊帕德博恩足球俱樂部。